# Orígenes (revista)
Orígenes fue una revista literaria cubana, fundada por José Lezama Lima y José Rodríguez Feo.
Con una frecuencia trimestral, alcanzó a publicar cuarenta números entre 1944 y 1956, y fue la publicación cultural más importante de su época en su país. A lo largo de sus diez años de vida, colaboraron varias figuras de la cultura cubana. Además de Lezama Lima (creador y director), se encontraban Ángel Gaztelu, Gastón Baquero, Eliseo Diego, Cintio Vitier, Fina García Marruz, Virgilio Piñera, Octavio Smith, Justo Rodríguez Santos, Lorenzo García Vega, Mariano Rodríguez, Wifredo Lam y René Portocarrero. Entre los colaboradores extranjeros se encontraron Juan Ramón Jiménez, María Zambrano, Aimé Césaire, Paul Valéry, Vicente Aleixandre, Albert Camus, Luis Cernuda, Paul Claudel, Macedonio Fernández, Paul Éluard, Gabriela Mistral, Juan Liscano, Octavio Paz, Alfonso Reyes, Wallace Stevens y Theodore Spencer, entre otros.  Al igual que su equivalente argentina Sur, Orígenes funcionó como órgano de difusión para autores que hasta entonces no habían sido traducidos al castellano, traducciones que solían correr por cuenta de Rodríguez Feo. En esta revista fue también que Lezama publicó, en los números 22, 23, 31, 32, 34, 38 y 39, varios capítulos de su novela Paradiso.
Ante una nación desvirtuada en lo "esencial político" Orígenes se erigió como una propuesta nacionalista que buscaba en sus "piedras fundadoras" las razones de ser de esa nacionalidad. El rechazo al dualismo vida-cultura, como consecuencia también de la época, pérdida de sus significados y funciones por el amalgamiento a que esta integración había conducido, fue uno de los aspectos de la propuesta de Orígenes como posibilidad de selección —no fatal dependencia— del mundo que rodea al hombre, no en una "evasión" más allá de una mera recreación literaria para ser la construcción de una imagen más real por fidedigna. La validez de lo circunstancial estaba dada así por el significado con la fuente original, nexos intrínsecos y no extrínsecos con una tradición que la emparientan con la Suprahistoria.
En 1954, después de que los números 35 y 36 fueran números dobles, una polémica entre Lezama y Rodríguez Feo provocó el alejamiento de este último, quien además era el principal soporte financiero, tras lo cual solo se publicaron dos números más hasta su cierre en 1956.